# 杰拉姆
《傑拉姆》（日语：ゼイラム）是1991年12月21日在日本上映的科幻电影，時長97分鐘，由雨宫庆太执导。该片講述的是由森山裕子饰演的外星赏金猎人伊利亚来到地球，与不死的外星生物傑拉姆作战。